# اجیکه اوزوئنیی
اجیکه اوزوئنیی (انگلیسی: Ejike Uzoenyi؛ زاده ۲۳ مارس ۱۹۸۸) یک بازیکن فوتبال اهل نیجریه است.